# شبنم

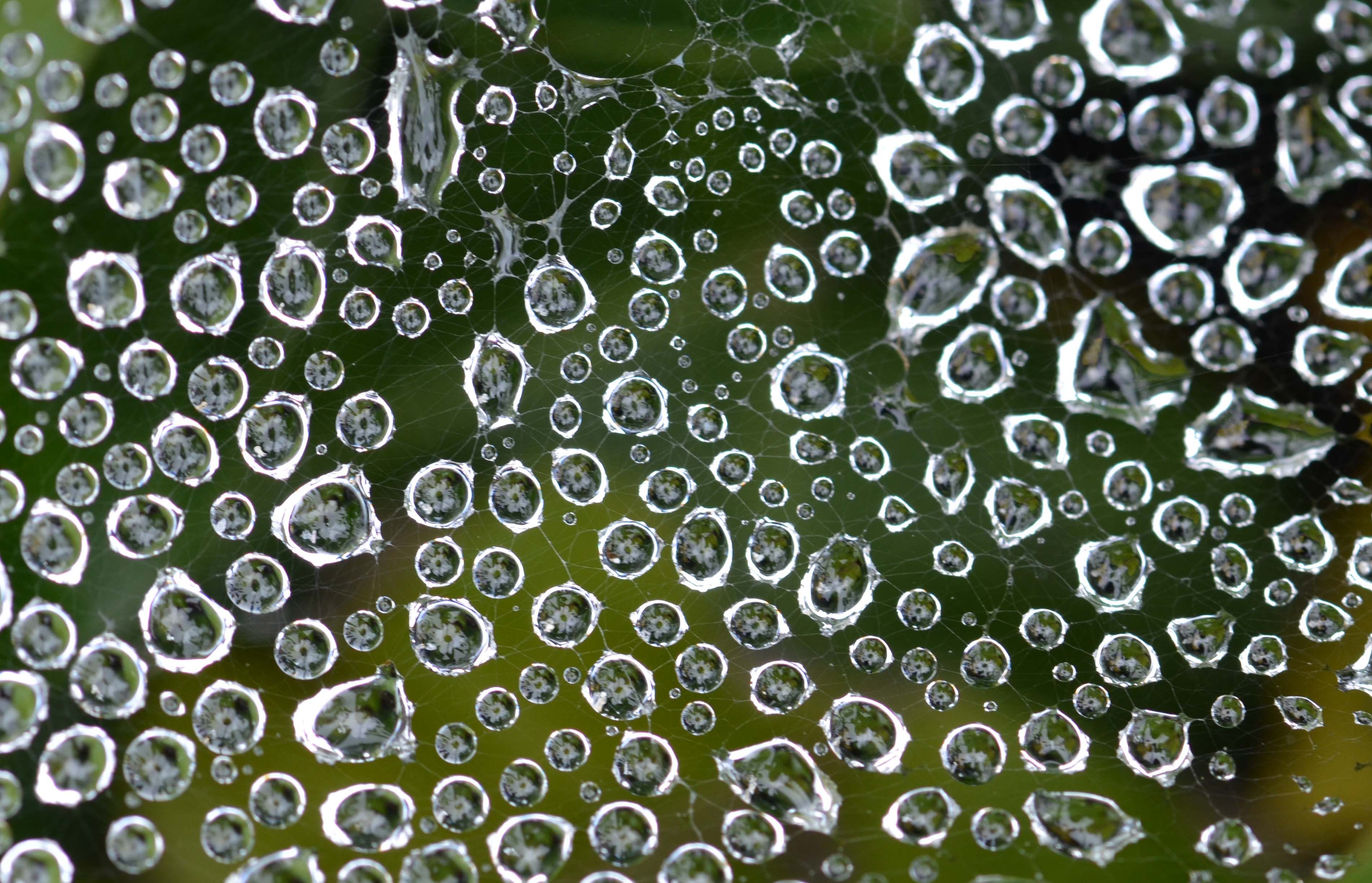
شبنم بر روی تار عنکبوت

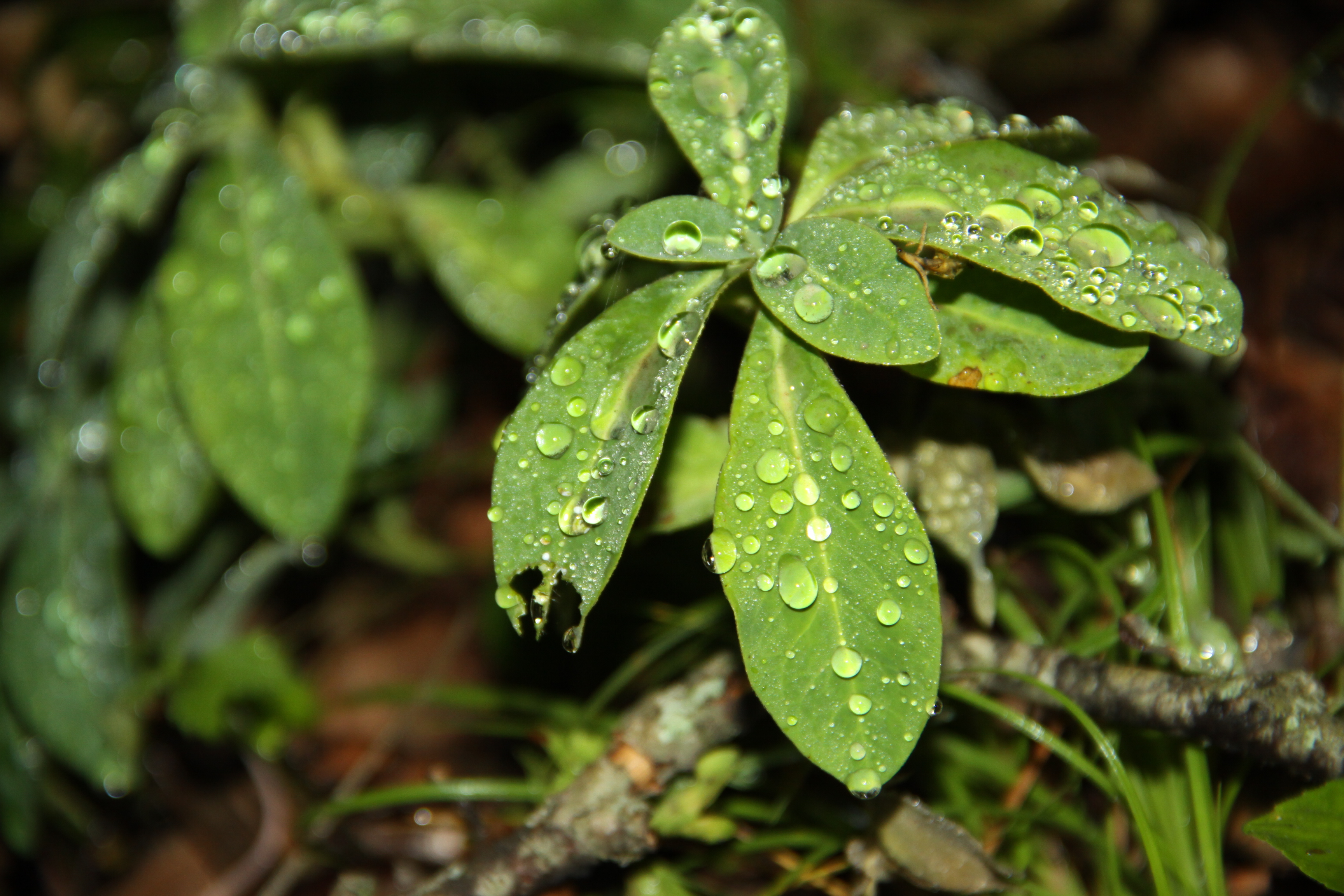
قطرات شبنم بر روی برگ گیاه جنگلی

شَبنَم قطره‌ای کوچک از آب است که در شب‌های مرطوب بر روی گیاهان ظاهر می‌گردد.

## ریشه‌شناسی
واژه شبنم به معنای نمی است که در شب ایجاد می‌شود. واژهٔ ژاله که امروزه مترادف شبنم به کار می‌رود، در قدیم علاوه بر شبنم به معنی تگرگ هم بود.

## دلیل به وجود آمدن
زمانی که رطوبت هوا زیاد است، هنگامی که شب می شود و هوا سرد می شود، رطوبت اضافی هوا روی بعضی از سطوح می نشیند و به صورت قطرات آب دیده می شوند که به آن شبنم میگوییم.

## اهمیت
شبنم باعث می‌شود تا گیاهان رطوبت خود را از دست نداده و شاداب بمانند. شبنم در روی گیاهان به صورت قطرات آب تشکیل می‌شود.

## در ادبیات فارسی
در ادبیات فارسی شبنم معانی مختلفی را دارد، مانند این سرود سعدی:
| چون شبنم اوفتاده بدم پیش آفتاب |  | مهرم به جان رسید و به عیوق برشدم |

یا مانند این سرود نظامی:
| چو شب را گزارش درآمد بِزیست |  | بخندید خورشید و شبنم گریست |